# Alaincourt (Haute-Saône)
Alaincourt település Franciaországban, Haute-Saône megyében. Lakosainak száma 98 fő (2022. január 1.). Alaincourt Selles, Montdoré, Pont-du-Bois és Vauvillers községekkel határos.

## Népesség
A település népességének változása:
| Lakosok száma | 105  | 113  | 118  | 112  | 108  | 104  | 101  | 99   | 98   |
|               | 2013 | 2015 | 2016 | 2017 | 2018 | 2019 | 2020 | 2021 | 2022 |